# Оксид плутония(II)
Оксид плутония(II) — бинарное неорганическое соединение
плутония и кислорода
с формулой PuO,
чёрные кристаллы.

## Получение
- Восстановление оксида-хлорида плутония(III) пара́ми бария:

{\displaystyle {\mathsf {2PuOCl+Ba\ {\xrightarrow {1250^{o}C}}\ 2PuO+BaCl_{2}}}}
- Образуется на поверхности металлического плутония в виде окисной плёнки[1]:

{\displaystyle {\mathsf {2Pu+O_{2}\ {\xrightarrow {80-400^{o}C}}\ 2PuO}}}

## Физические свойства
Оксид плутония(II) образует чёрные кристаллы
кубической сингонии,
пространственная группа F m3m,
параметры ячейки a = 0,4958 нм, Z = 4,
структура типа NaCl.

## Химические свойства
- Соединение неустойчиво, легко окисляется на воздухе, проявляет пирофорность. легко растворяется в разбавленной соляной кислоте.